# Mazda2
Mazda2 er en forhjulstrukket minibil fra den japanske bilfabrikant Mazda, som kom på markedet i foråret 2003 og siden efteråret 2007 befinder sig i anden generation.
I Europa afløste bilen Mazda Demio, som dog stadig bygges og sælges i nogle lande. I fabrikantens modelprogram ligger bilen under den lille mellemklassebil Mazda3.

## Mazda2 (type DY, 2003−2007)
Den i april 2003 introducerede første generation af Mazda2 var baseret på platformen fra Ford Fusion og lignede i designet forgængeren Mazda Demio. Et iøjnefaldende særligt kendetegn for Mazda2 var den for minibiler atypiske høje kabine, som lignede en kompakt MPV. Da Mazda2 kun var udstyret med fremklappeligt bagsæde, blev den anset som minibil og ikke MPV. Bilen blev bygget på Fords fabrik Almussafes ved Valencia i Spanien.
- Bagfra

I foråret 2005 fik bilen et let facelift, hvor forlygterne og skørterne blev modificeret og nye indtræk og farver kom til indsats. Nyt var også forlygter i klart glas og modificerede, mindre tågeforlygter.
- Mazda2 (2005–2007)
- Bagfra
- Kabine

### Motorer
I løbet af modellens levetid blev motorerne og gearkasserne løbende lettere modificeret. Så den automatiserede manuelle gearkasse kunne frem til 2006 også fås i kombination med dieselmotoren. Derudover opfyldt denne motor fra faceliftet i 2005 Euro4 gennem en ny motorstyreenhed.
| Model         | Cylindre | Ventiler | Slagvolume cm³ | Max. effekt kW (hk) / omdr. | Max. drejningsmoment Nm / omdr. | 0-100 km/t sek. | Topfart km/t | Byggeår     |
| ------------- | -------- | -------- | -------------- | --------------------------- | ------------------------------- | --------------- | ------------ | ----------- |
| Benzinmotorer |          |          |                |                             |                                 |                 |              |             |
| 1.25 MZI      | 4        | 16       | 1242           | 55 (75) / 6000              | 110 / 4000                      | 15,1            | 163          | 2003 − 2007 |
| 1.4 MZI       | 4        | 16       | 1388           | 59 (80) / 5700              | 124 / 3500                      | 13,9            | 164          | 2003 − 2007 |
| 1.6 MZI       | 4        | 16       | 1596           | 74 (100) / 6000             | 146 / 4000                      | 11,4            | 181          | 2003 − 2007 |
| Dieselmotorer |          |          |                |                             |                                 |                 |              |             |
| 1.4 MZ-CD     | 4        | 8        | 1399           | 50 (68) / 4000              | 160 / 2000                      | 15,0            | 160          | 2003 − 2007 |

- Mazda2 bagfra
- Mazda2 (2005–2007)
- Den faceliftede Mazda2 bagfra
- Kabine (2005–2007)

## Mazda2 (type DE, 2007−2014)
Den 20. oktober 2007 introduceredes den anden modelgeneration af Mazda2. Gennem "downsizing" blev modellen fire centimeter kortere end forgængeren og er baseret på en ny platform, som også bruges til Ford Fiesta.
Modellen blev valgt til Årets Bil i Danmark 2008.
Modellen bygges i Ujina i Hiroshima, hvor den første bil løb af samlebåndet den 22. maj 2007. I modsætning til den kasseformede første generation er anden generation en ren minibil uden MPV-lignende træk. Udover den mindre længde på 3,88 meter faldt vægten også med ca. 100 kg, hvorved brændstofforbruget også faldt. Bagagerummet kan alt efter bagsæderyglænets stilling rumme 250 til 787 liter. Modellen er som standard forsynet med seks airbags og (undtaget 1,4 diesel) ESP,
I starten fandtes modellen kun som femdørs, mens en tredørsudgave kaldet Mazda2 Sport blev præsenteret på Geneve Motor Show og kom ud til forhandlerne i juni 2008.
I 2008 introduceredes også en hovedsageligt til det kinesiske marked beregnet firedørs sedan. Denne blev præsenteret på Guangzhou Motor Show den 20. november. Gennem et 37 cm forlænget bagparti voksede bagagerummet til 450 liter. Sedanen findes med de to største benzinmotorer samt med firetrins automatgear.
Siden starten af 2009 findes Mazda2 også i udstyrsvarianten "Dynamic", som er baseret på "Impression" og indeholder en sports-optik-pakke.
- Mazda2 bagfra
- Mazda2 Sport
 (2008–2010)

I oktober 2010 gennemgik Mazda2 et diskret facelift, hvor den forreste kofanger blev redesignet.
- Mazda2 (2010−)

### Motorer
Udover de fra starten tilgængelige og nyudviklede benzinmotorer på 1,3 og 1,5 liter kom bilen i 2008 med en 1,4-liters commonrail-dieselmotor med 50 kW (68 hk), som i juni 2009 blev afløst af en ny 1,6-liters commonrail-dieselmotor med 66 kW (90 hk). Alle motorerne er firecylindrede rækkemotorer.
| Model         | Cylindre | Ventiler | Slagvolume cm³ | Max. effekt kW (hk) / omdr. | Max. drejningsmoment Nm / omdr. | Motorkode | Euronorm | 0-100 km/t sek. | Topfart km/t | Byggeår           |
| ------------- | -------- | -------- | -------------- | --------------------------- | ------------------------------- | --------- | -------- | --------------- | ------------ | ----------------- |
| Benzinmotorer |          |          |                |                             |                                 |           |          |                 |              |                   |
| 1.3 LP MZR    | 4        | 16       | 1349           | 55 (75) / 6000              | 121 / 3500                      | ZJ        | Euro4    | 14,0            | 168          | 10/2007 − 11/2010 |
| 1.3 LP MZR    | 4        | 16       | 1349           | 55 (75) / 6000              | 119 / 3500                      | ZJ        | Euro5    | 14,9            | 168          | 11/2010 −         |
| 1.3 MZR       | 4        | 16       | 1349           | 63 (86) / 6000              | 122 / 3500                      | ZJ        | Euro4    | 12,9            | 172          | 10/2007 − 11/2010 |
| 1.3 MZR       | 4        | 16       | 1349           | 62 (84) / 6000              | 121 / 3500                      | ZJ        | Euro5    | 13,6            | 172          | 11/2010 −         |
| 1.5 MZR       | 4        | 16       | 1498           | 76 (103) / 6000             | 137 / 4000                      | ZY        | Euro4    | 10,4            | 188          | 10/2007 − 11/2010 |
| 1.5 MZR       | 4        | 16       | 1498           | 75 (102) / 6000             | 133 / 4000                      | ZY        | Euro5    | 10,7            | 186          | 11/2010 −         |
| Dieselmotorer |          |          |                |                             |                                 |           |          |                 |              |                   |
| 1.4 MZ-CD     | 4        | 8        | 1399           | 50 (68) / 4000              | 160 / 2000                      | Y4        | Euro4    | 15,5            | 162          | 10/2007 − 6/2009  |
| 1.6 MZ-CD     | 4        | 16       | 1560           | 66 (90) / 4000              | 212 / 1750                      | Y6        | Euro4    | 11,4            | 173          | 6/2009 − 11/2010  |
| 1.6 MZ-CD     | 4        | 8        | 1560           | 70 (95) / 3800              | 205 / 1750 − 3000               | Y6        | Euro5    | 12,5            | 173          | 11/2010 −         |

### Eldrift
Fra oktober 2012 findes Mazda2 (Demio) i Japan for første gang også med eldrift. Mazda2 EV har en effekt på 75 kW (102 hk), og bilens rækkevidde er ca. 200 km. Modellen adskiller sig ikke pladsmæssigt fra den modsvarende benzin- eller dieselmodel.